# 萬卡賴區

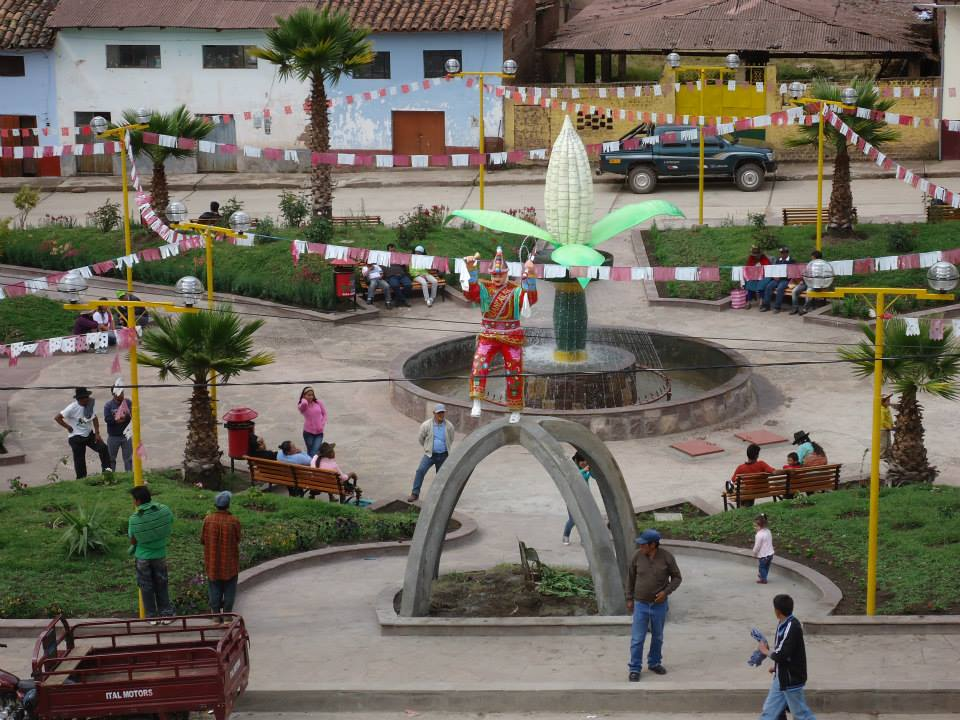

13°46′15″S 73°32′12″W / 13.77083°S 73.53667°W
萬卡賴區（西班牙語：Distrito de Huancaray），是秘魯的一個區，位於該國南部阿普里馬克大區的安達韋拉斯省，面積112.2平方公里，海拔高度2,902米，2005年人口4,775，人口密度每平方公里43人。